# Phanerochaete brunnea
Phanerochaete brunnea är en svampart som beskrevs av Sheng H. Wu 1990. Phanerochaete brunnea ingår i släktet Phanerochaete och familjen Phanerochaetaceae.   Inga underarter finns listade i Catalogue of Life.